# Hagieni, Constanța
Hagieni este un sat în comuna Limanu din județul Constanța, Dobrogea, România. La recensământul din 2002 avea o populație de 151 locuitori.

## Istoric
Întemeiată în 1824, vechea denumire a așezării era Hagilar (turcă Hacılar) , fiind populată inițial exclusiv cu tătari, mulți dintre ei "hagii" (credincioși musulmani care efectuaseră pelerinajul la Mecca). Din 1938 are numele actual, iar după 1989 intervine depopularea treptată a așezării, ajungându-se ca, la Recensământul populației din 2002, să fie recenzați 89 tătari și 62 români din totalul de numai 151 locuitori.

## Viața culturală și religioasă
Geamia din sat a fost construită în 1903.